# Алатырь (река)
Ала́тырь (чув. Улатӑр, эрз. Ратор) — река в России, протекает в Нижегородской области, Мордовии и Чувашии. Устье находится в 277 км от устья по левому берегу Суры. Длина — 296 км, площадь бассейна — 11,2 тыс. км².

## География
Исток примерно в 10 км западнее города Первомайска. Генеральное направление течения — восток. В верховьях образует границу между Нижегородской областью и Мордовией, затем течёт по территориям Первомайского, Лукояновского и Починковского районов Нижегородской области, Ичалковского и Ардатовского районов Мордовии, нижнее течение находится в Алатырском районе Чувашии. Впадает в Суру на северных окраинах города Алатыря.

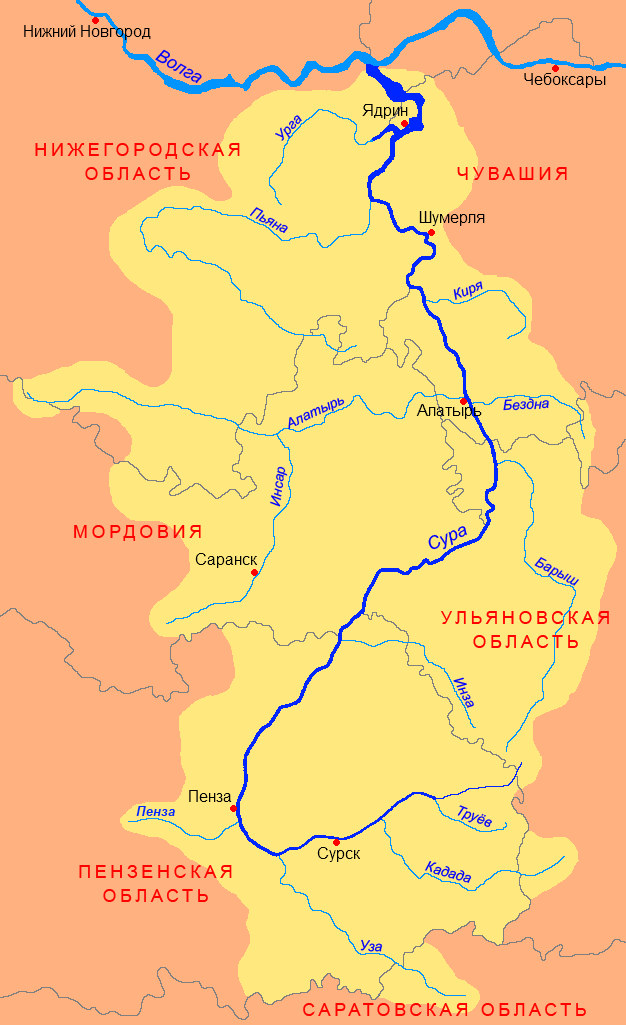
Бассейн Суры

Река протекает по северной части Приволжской возвышенности, по лесистой местности. Основные лесные массивы расположены по левому берегу. Правый берег ниже села Мадаево почти безлесен.
Долина реки плотно заселена, на берегах реки расположено множество населённых пунктов, крупнейшие из которых города Алатырь (Чувашия) и Ардатов (Мордовия); посёлок городского типа Тургенево (Мордовия); крупные сёла Ахматово (Чувашия), Каласево, Луньга, Луньгинский Майдан, Тарханово, Береговые Сыреси, Новые Ичалки, Кемля, Кергуды, Гуляево и Кендя (Мордовия), Кочкурово, Ильинское, Байково, Пузская Слобода, Мадаево, Новомихайловка, Шутилово и Обухово (Нижегородская область).

## Гидрография
В верховьях Алатырь — ручей шириной 0,5—1 м и глубиной 0,3—0,5 м с часто встречающимися бочажинами и участками шириной до 10 метров и глубиной до 1,5—2 м, пойма широкая, берега низкие (0,5—1 м). Верхнее течение реки летом часто пересыхает. В дальнейшем, после деревни Орловка, река меняется: ширина до 15 метров, глубины до 2—2,2 м, скорость течения 0,1 м/с, берега крутые, высотой до 3—5 метров, лишь иногда снижаясь, но сильно заросли кустарником.
В среднем течении берега крутые, высокие (3—5) метров, встречаются как обрывы (до 20 м), так и низкие места. Ширина 25—50 метров, с максимумом в районе Тургеневского водохранилища 80—100 метров. Средние глубины на плёсовых участках 2—3 м, на перекатах — 0,2—0,4 (до 1,5 м). Скорость течения 0,4—0,92 м/с на речных участках, 0,36—0,55 м/с у посёлка Тургенево и 0,1 м/с в водохранилище.
В низовьях течение слабое, вода мутная.
Крупнейшие притоки: Рудня, Инсар (оба — правые). В пойме у села Чуварлей Алатырского района располагается озеро Шиблево.
Питание главным образом снеговое. Замерзает в ноябре, вскрывается в начале апреля. Сплавная.

## Притоки
(расстояние от устья)
- 18 км: река Миролейка (лв)
- 33 км: река без названия, у свх Волна Революции (лв)
- 34 км: река Песчанка (лв)
- 36 км: река без названия, у с. Большие Поляны (лв)
- 51 км: река Лепелей (пр)
- 63 км: ручей Адряевка (пр)
- 75 км: река Уксун (лв)
- 82 км: река Чанга (лв)
- 94 км: река Барахманка (лв)
- 105 км: река Нуя (пр)
- 108 км: река Селиевка (пр)
- 112 км: река Ашня (лв)
- 124 км: ручей Калыша (лв)
- 136 км: река Инсар (пр)
- 139 км: река Татар-Велень-Лей (пр)
- 140 км: ручей Кемлятка (пр)
- 146 км: река Язовка (лв)
- 152 км: река Пелька (пр)
- 154 км: река без названия, у с. Иклей (лв)
- 165 км: река Батмас (лв)
- 179 км: река Рудня (пр)
- 184 км: река Ужовка (лв)
- 190,8 км: река Муравей (лв)
- 191 км: река без названия, у с. Сырятино (пр)
- 200 км: река Иресть (пр)
- 202 км: ручей Арзинка (лв)
- 213 км: река Меньшовка (лв)
- 216 км: река Мадаевка (пр)
- 225 км: река Арзинка (лв)
- 230 км: река Ирса (пр)
- 233 км: река Панзелка (лв)
- 237 км: река Пандус (лв)
- 240 км: река Мокрая Чеварда (лв)
- 256 км: река Вышковка (лв)
- 263 км: река Сухой Алатырь (лв)
- 264 км: река Умочь (лв)

## Данные водного реестра
По данным государственного водного реестра России, относится к Верхневолжскому бассейновому округу. Речной бассейн — (Верхняя) Волга до Куйбышевского водохранилища (без бассейна Оки), речной подбассейн — Сура, водохозяйственный участок — Алатырь от истока до устья.